# Kirił Fesiun
Kirił Wadymowycz Fesiun, ukr. Кіріл Вадимович Фесюн (ur. 7 sierpnia 2002 w Czernihowie) – ukraiński piłkarz, grający na pozycji bramkarza.

## Kariera piłkarska

### Kariera klubowa
Wychowanek klubów Junost Czernihów, Worskła Połtawa i Kołos Kowaliwka, barwy których bronił w juniorskich mistrzostwach Ukrainy (DJuFL). 8 września 2019 roku rozpoczął karierę piłkarską w drużynie Worskła Połtawa, w pierwszej połowie sezonu 2019/20 grał w juniorskiej drużynie, a od stycznia 2020 w młodzieżowej drużynie z Połtawy. 4 marca 2021 przeniósł się do Kołosu Kowaliwka.

### Kariera reprezentacyjna
Od 2021 bronił barw młodzieżówki.

## Sukcesy i odznaczenia

### Sukcesy reprezentacyjne
Ukraina U-21
- brązowy medalista Mistrzostw Europy U-21: 2023